# Nernier
Nernier är en kommun i departementet Haute-Savoie i regionen Auvergne-Rhône-Alpes i sydöstra Frankrike. Kommunen ligger i kantonen Douvaine som tillhör arrondissementet Thonon-les-Bains. År 2022 hade Nernier 424 invånare.

## Befolkningsutveckling
Antalet invånare i kommunen Nernier
| Referens: INSEE |